# Autodromo Internacional de Cancún
El Autódromo Internacional de Cancún es un autódromo de carreras de automovilismo y karting el cual se ubica en la ciudad de Cancún, Quintana Roo en México.
Este circuito se construyó en el año de 1991 en el km 7.5 rumbo al Aeropuerto Internacional de Cancún y con el apoyo del expiloto Luis Campo Virchis.
En este circuito se han corrido carreras importantes por ejemplo del Campeonato NACAM de Fórmula 4, también sirve como lugar de atracciones ya que ahí mismo se rentan go karts y hay eventos de arrancones. Cuenta con 7 trazados diferentes los cuales destacan las pista completa o principal y la pista para 1/4 de milla, cuenta con 2 instalaciones de pit-lane permanentes.